# Franse boekweit
Franse boekweit (Fagopyrum tataricum) is een eenjarige plant uit de duizendknoopfamilie (Polygonaceae) en is net als boekweit een voedselgewas, maar de smaak is bitterder. Het bevat ook meer rutine dan boekweit en ook bevat het quercitrine.
De soort staat op de Nederlandse Rode Lijst van planten als niet meer in het wild aanwezig in Nederland. Komt nog wel als adventief voor. Franse boekweit kwam in Nederland voor als onkruid in boekweit en soms tussen aardappelplanten.
Franse boekweit is gedomesticeerd in Oost-Azië en wordt nog steeds door de bewoners in de Himalaya en Zuidwest-China, zoals in de provincie Guizhou gegeten.

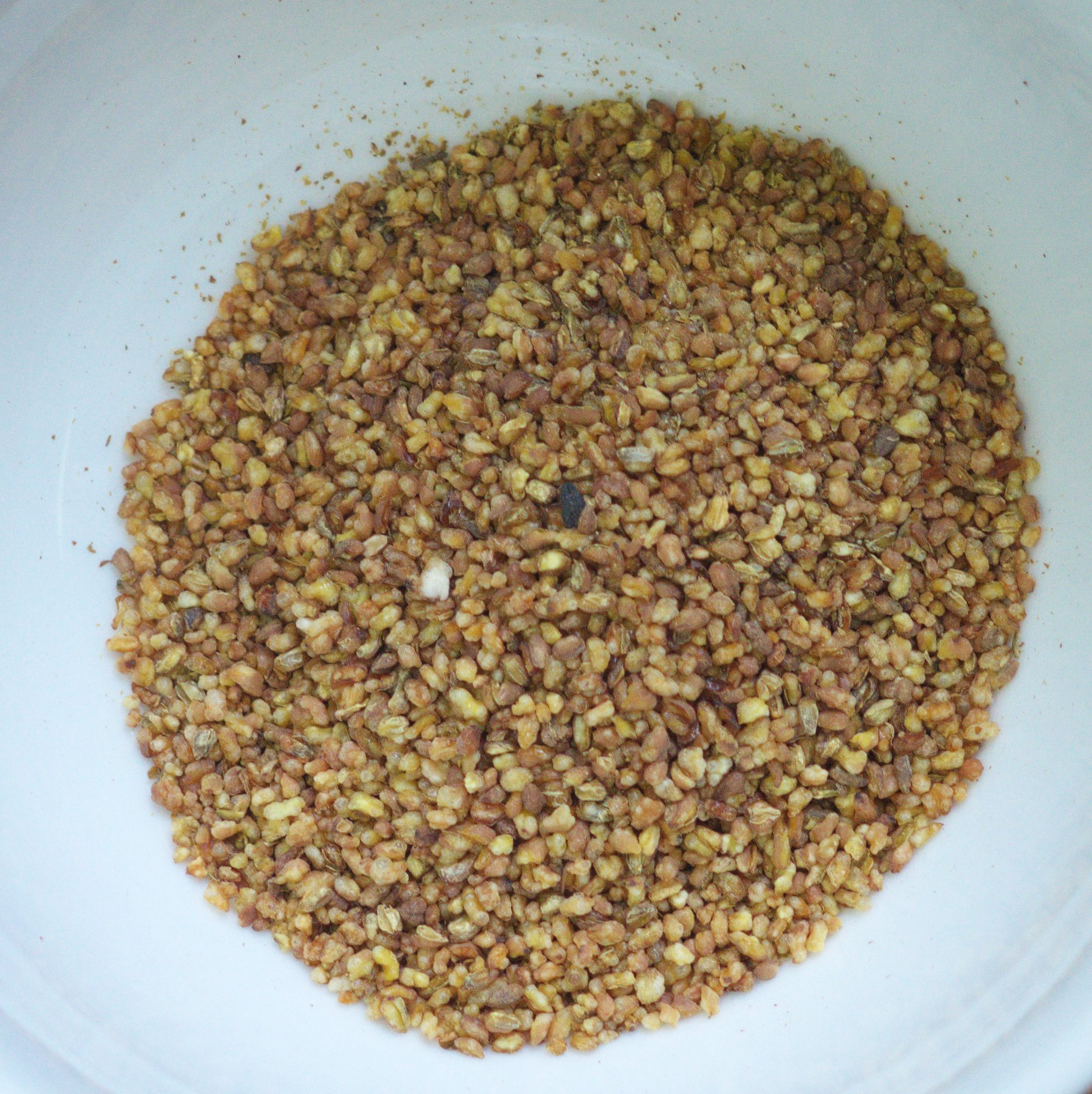
Gepelde Franse boekweit

De plant wordt 30-75 cm hoog en heeft een holle rechtopgaande, zich meermalen vertakkende stengel. De bladstand is verspreid. De bladeren zijn breed driehoekig tot pijlvormig.
Het wortelstelsel omvat een zich sterk vertakkende penwortel.
Franse boekweit bloeit in juli tot in september met groenachtige, 2 mm grote bloemen.
De vrucht is een nootje (dopvrucht) met bochtig getande randen, dat drie keer zo lang is als het groenige bloemdek.